# Nocturnus
Nocturnus est un groupe de death metal américain, originaire de Tampa, en Floride. C'est le premier groupe de death metal à avoir utilisé le clavier en tant qu'instrument à part entière. C'est également le premier groupe à avoir abordé la science-fiction comme thème dans ses textes.
Les albums The Key et Thresholds, sortis à la suite en 1990 et 1992, connurent un certain succès. Puis, face à des problèmes de stabilité, le groupe est annoncé plusieurs fois comme séparé puis reformé jusqu'à la fin des années 90.
Les chants sont souvent modifiés pour donner un aspect plus dur donnant ainsi une impression plus futuriste. Certaines parties ressemblent même à un robot qui parle, donnant une nette atmosphère futuriste.
Un troisième album Ethereal Tomb finit par voir le jour en 2000 pour aboutir à une séparation officielle en 2002. Une réédition des premiers enregistrements est parue en 2004 sous le titre The Nocturnus Demos.

## Biographie

### Débuts etThe Key
Nocturnus est formé en 1987 par le batteur et chanteur Mike Browning après la séparation de son ancien groupe, Incubus. Le groupe est composé de Browning, l'ancien guitariste d'Incubus Gino Marino et l'ancien bassiste d'Agent Steel, Richard Bateman. Le groupe commence à composer, et recrute un second guitariste, Vincent Crowley. Cette première formation enregistre et publie une première démo en 1987. Crowley quitte le groupe (pour former Acheron) et est remplacé par le guitariste Mike Davis, qui est aussi le cousin de Gino Marino ex membre du groupe Incubus et décédé en 2017. Bateman quitte peu après le groupe pour rejoindre Nasty Savage. Nocturnus recrute un nouveau bassiste, Jeff Estes, et le claviériste Louis Panzer, en 1988. L'arrivée de Panzer caractérise le style death metal du groupe. La formation publie ensuite la démo Science of Horror. En 1989, Marino quitte le groupe et est remplacé par l'ami de longue date de Davis, Sean McNenney.
En 1989, en partie grâce à la relation de Mike Davis avec le guitariste de Morbid Angel, Trey Azagthoth, le groupe signe au label Earache Records. Le groupe enregistre son premier album, The Key avec le producteur Tom Morris, qui est publié en 1990. L'album se vend à 70 000 exemplaires à l'international. Il fait participer le chanteur de Mantas/Death et Massacre, Kam Lee. Jeff Estes développe une sérieuse dépendance à l'alcool pendant l'enregistrement de The Key. Il ne peut plus jouer correctement de la basse et est par conséquent renvoyé du groupe.Les parties de basse sont assurés par Mike Davis pour l'enregistrement de The Key. Il est remplacé par Jim O'Sullivan. Avec l'arrivée de O'Sullivan, le groupe tourne en soutien à The Key en 1991 avec Bolt Thrower, puis participe à la tournée Grindcrusher avec Morbid Angel, Napalm Death et Godflesh. O'Sullivan finit par être renvoyé du groupe à la fin de la tournée, il sera remplacé d'abord par Chris Anderson qui enregistre la basse sur leur deuxième opus Thresholds mais ce sera Ed Mowery qui jouera pour la tournée European Thresholds Tour de 92.

### Thresholds
En 1992, le groupe décide d'engager un chanteur à plein temps, permettant à Browning de se consacrer à la batterie. L'ancien chanteur de Tortured Soul, Dan Izzo, est recruté au chant. Le groupe recrute le bassiste de session Chris Anderson pour jouer sur leur album Thresholds. Browning s'implique moins de la composition avec le groupe. Alter Reality est publié comme single accompagn"é d'un clip vidéo, et Arctic Crypt et Subterranean Infiltrator deviennent les préférées des fans. Le groupe recrute le bassiste Emo Mowery (ex-Malediction) et entame une tournée européenne pour Thresholds. Après le retour du groupe aux États-Unis, des divergences musicales se font sentir entre Mike Browning et le reste du groupe. Sean McNenney et Louis Panzer, derrière Brownings back, entame des procédures pour le nom de Nocturnus. Browning est renvoyé du groupe peu après, qui est remplacé par James Marcinek.
La nouvelle formation de Nocturnus commence les enregistrements d'un troisième album, avec les chansons Mummified, The Invertebrate Plague, The Great Spot, et Orbital Decay, toutes écrites par Davis, McNenney et Panzer. Cependant, à cette période, le groupe commence à perdre du soutien de la part de leur label Earache qui les renvoie. La formation publie un EP éponyme en 1993, qui comprend une chanson rééditée Possess the Priest, et la chanson Mummified. Panzer, McNenney, et Marcinek partent peu de temps après, ce qui mène à la dissolution du groupe.

### Ethereal Tomb
À la fin des années 1990, Sean McNenney et Louis Panzer jouent de nouveau ensemble. Ils pensent alors reformer Nocturnus avec Mike Davis et Emo Mowery, ainsi que le nouveau batteur Rick Bizarro. En 2000, Nocturnus publie l'album Ethereal Tomb, au label Season of Mist. L'album est plus affiné que ses prédécesseurs. Cependant, au début de 2002, le groupe se sépare définitivement.

### Post-séparation
Après sa séparation, le groupe publie deux albums, The Nocturnus Demos, une collection d'anciennes chansons chez Earache Records, et Farewell to Planet Earth, un DVD live. À la fin de 2008, Browning tourne avec son propre groupe, After Death, sous le nom de Nocturnus pour deux dates au Royaume-Uni ; une au BUSK de Birmingham, et l'autre à Londres, suivie de quelques dates européennes,.
En mai 2013, Earache Records lance un appel aux dons sur Kickstarter afin de rééditer Thresholds pour la première fois depuis sa sortie officielle en 1992 ; le but est atteint en juillet la même année. Toujours en 2013, After Death joue sous le nom de Nocturnus au Mexique. Le 24 septembre 2013, Nocturnus est annoncé au Maryland Deathfest 2014, pour jouer l'album The Key dans son intégralité. Peu après, il se reforme sous le nom de Nocturnus A.D., avec tous les membres d'After Death,.

## Membres

### Derniers membres
- Louis Panzer - claviers (1988-1993, 2000-2002)
- Mike Davis - guitare (1988-1993, 2000-2002)
- Sean McNenney - guitare (1989-1993, 2000-2002)
- Emo Mowery - basse (1992-1993, 2000-2002), chant (2000-2002)
- Chris Bieniek - batterie (2002)

### Anciens membres
- Mike Browning - chant, batterie (1987-1992)
- Gino Marino - guitare (1987-1988)
- Vincent Crowley - guitare (1987)
- Richard Bateman - basse (1987)
- Jeff Estes - basse (1988-1991)
- Jim O'Sullivan - basse (1991)
- Dan Izzo - chant (1992-1993)
- James Marcinek - batterie (1992-1993)
- Rick Bizarro - batterie (2000-2002)

## Discographie

### Albums studio
- 1990 : The Key
- 1992 : Thresholds
- 1999 : Ethereal Tomb

### EPs
- 1993 : Nocturnus

### Démos
- 1987 : Nocturnus
- 1988 : The Science of Horror

### DVD
- 2004 : A Farewell to Planet Earth

### Compilation
- 2004 : The Nocturnus Demos